# Шоппе, Каспар
Каспар Шоппе (27 мая 1576, Ноймаркт, Верхний Пфальц — 19 ноября 1649, Падуя) — германский учёный-филолог, духовный писатель и полемист. Был крупным деятелем Контрреформации и защитником католицизма, известным в своё время своим остроумием и склонностью к написанию пасквилей.

## Биография
Был сыном судебного исполнителя, исповедовавшего протестантство. С 1593 года изучал древние языки в Гейдельбергском университете, но спустя год, в 1594 году, перешёл в Альтдорф, а в 1595 году — в иезуитский коллегиум в Ингольштадте, где в 19-летнем возрасте написал на латыни сочинение «Verisimilium», получившее высокую оценку Жозефа Жюста Скалигера, его будущего противника. В 1596 году вернулся в Альтдорф, продолжив свои филологические исследования. В 1597 году находился в Вероне, а затем в Праге, где перешёл в католицизм. В 1598 году отправился в составе свиты императорского посла в Рим. Здесь поступил на службу к папе Клименту VIII и за ревностные нападки на протестантов, лишившие его всех его бывших друзей за Альпами, был возведён им в «eques sacrique lateranensis palatii comes». 
В 1607 году напечатал пасквиль против Скалигера под заглавием «Scaliger hypobolimaeus», после чего между ним и Скалигером и друзьями последнего завязалась горячая полемика. В том же году папа отправил Шоппе к эрцгерцогу Фердинанду Штирийскому, будущему императору Фердинанду II. Здесь он исполнял различные дипломатические поручения и писал полемические сочинения против протестантов. Его «Ecclesiasticus auctoritati Jacobi Regis oppositus» навлёк на него вражду не только английского короля Иакова I английского, но и французских кальвинистов. Чувствуя себя не вполне в безопасности в Германии и в 1614 году едва не погибнув от рук англичан в Мадриде, он переселился в Милан, где в 1619 году напечатал брошюру «Classicum belli sacri», в которой призывал всех католических монархов на священную войну против протестантов, и «Consilium regium» в защиту испанского короля Филиппа III. Обе работы вызвали появление огромного числа полемических сочинений. В 1630 году он вернулся в Германию и здесь выступил против императора, находившегося под влиянием иезуитов в конфликте с папой. Последние годы жизни провёл в Падуе, куда уехал в 1636 году.